# Sparkasse Horn Arena
Sparkasse Horn Arena – stadion piłkarski w Horn, w Austrii. Został otwarty w 1958, ma pojemność 4000 widzów. Spotkania rozgrywają na nim piłkarze klubu SV Horn.
Pierwsze boisko klubu SV Horn mieściło się przy Frauenhofnerstraße. W 1927 drużyna przeniosła się na Sportplatz Hopfengarten, gdzie grała do 1949. Następnie zespół przeniósł się na boisko Jahnwiese. W 1957 rozpoczęła się budowa obecnego obiektu klubu, a pierwszy mecz rozegrano na nim 10 października 1958 roku. W 1972 stadion wyposażono w sztuczne oświetlenie. W 1977, po dwóch latach budowy, oddano do użytku nową trybunę, która zastąpiła poprzednią, drewnianą, będącą już w złym stanie technicznym. Powstał wówczas również nowy bufet, kasa i wejście na stadion. W 1997 oddano do użytku tzw. niebieski budynek klubowy. W 2007 powiększono trybuny obiektu, a rok później zainstalowano nowe oświetlenie. W roku 2012 za północną bramką wybunowano budynek dla VIP-ów, przylegający do niebieskiego budynku klubowego. Ze względów sponsorskich stadion zmienił nazwę na Waldviertler Volksbank Arena. W tym samym roku SV Horn po raz pierwszy w historii awansował do 2. ligi. W 2020 roku obiekt przemianowano na Sparkasse Horn Arena.